# Chara globularis
Espèce
Synonymes
- Chara fragilis Desv., 1810

Chara globularis, aussi communément nommé Chara globuleuse, est une espèce d’algues vertes de la famille des Characeae. 

## Nom vernaculaire
- Chara globuleuse, monde francophone[1]

## Liste des variétés
Selon World Register of Marine Species (29 juin 2013) :
- variété Chara globularis var. globularis
- variété Chara globularis var. hedwigii (C.Agardh ex Bruzelius) J.S.Zaneveld, 1940
- variété Chara globularis var. krausii
- variété Chara globularis var. schroederi (W.Migula) J.C.van Raam, 2010